# Thelma (film 1910)
Thelma è un cortometraggio muto del 1910. Il nome del regista non viene riportato.

## Produzione
Il film fu prodotto dalla Thanhouser Film Corporation.

## Distribuzione
Distribuito dalla Thanhouser Film Corporation, il film - un cortometraggio di una bobina - uscì nelle sale cinematografiche statunitensi il 21 giugno 1910.

## Versioni cinematografiche del romanzo
Fu il primo adattamento cinematografico del romanzo di Marie Corelli.
- Thelma prodotto dalla Thanhouser (1910)
- Thelma prodotto dalla Selig Polyscope (1911)
- A Modern Thelma, regia di John G. Adolfi (1916)
- Thelma, regia di A.E. Coleby e Arthur Rooke (1918)
- Thelma, regia di Chester Bennett (1922)